# Sericopimpla flavobalteata
Sericopimpla flavobalteata är en stekelart som först beskrevs av Cameron 1902.  Sericopimpla flavobalteata ingår i släktet Sericopimpla och familjen brokparasitsteklar. Inga underarter finns listade i Catalogue of Life.